# Podocarpus dispermus
Podocarpus dispermus är en barrträdart som beskrevs av Cyril Tenison White. Podocarpus dispermus ingår i släktet Podocarpus och familjen Podocarpaceae. IUCN kategoriserar arten globalt som nära hotad. Inga underarter finns listade i Catalogue of Life.